# Z-1
Z-1은 일본 오스카 프로모션 소속의 4인조 아이돌 그룹이었다.
1999년 제7회 일본미소녀선발대회에 출전하였던 우에토 아야, 니시와키 마나미, 네지키 마미, 후지야 마이가 뭉쳐 결성하였다. 1999년 7월 도시바EMI를 통하여 데뷔하였으나, 2002년 우에토 아야가 솔로 활동을 시작함으로써 해체하고 말았다.

## 멤버
- 우에토 아야 (上戸彩, 1985년 9월 14일생, 도쿄도 출신, O형)
- 니시와키 마나미 (西脇愛美 1983년 5월 26일생, 카나가와현 출신, O형)
- 네지키 마미 (根食真実 1985년 10월 25일생, 도쿄도 출신, B형)
- 후지야 마이 (藤谷舞 1984년 10월 20일생, 사이타마현 출신, B형)

## 음반

### 싱글
- Vibe
- You Your You
- BakkAみたい (타이틀 문제로 인하여 공영방송국인 NHK에서 방송금지를 받은 적이 있다.)
- きめてやるサマーラブ
- Be My Love

### 앨범
- ALL ABOUT Z-1（2003년 3월29일, 도시바 EMI)

## 출연

### 텔레비전
- 쾌진격 TV우타에몽 (快進撃TVうたえモン, 후지TV, 1999년 1월 12일 ~ 9월 14일) 레귤러.
- The 밤의 히트퍼레이드 (THE夜もヒッパレ, NTV) 준레귤러.

### CM
- 도시바건전지 알칼리 1
- 쓰리에프 (편의점)
- 요미우리신문「ZipZap」